# فهرست فرمانروایان هلند

فهرست فرمانروایان هلند (به هلندی: Koningen der Nederlanden)

## جمهوری هلند (۱۷۹۵–۱۵۸۱)
ویلِم یکم اورانژ (زادهٔ: ۲۴ آوریل ۱۵۳۳ در ناسو؛ درگذشتهٔ: ۱۰ ژوئیه ۱۵۸۴ در دلفت)، شاهزادهٔ اورانژ، معروف به ویلِم خاموش) نخستین فرمانروای هلند و رهبر مقتدر شورشیان هلندی در جنگ‌های هشتاد ساله علیه سلطهٔ اسپانیا بود. وی با تلاش فراوان استقلال وطنش هلند را تأمین کرد و آن را از زیر سلطهٔ طولانی اسپانیا خارج ساخته و حکومت جمهوری متحد هفت ایالتی هلند را پایه‌گذاری کرد، ویلِم خاموش در ۱۵۸۴ در دلفت هلند با اصابت گلوله کشته شد. هلندی‌ها از ویلیام خاموش به عنوان «پدر هلند» یاد می‌کنند.
| نام                             | دوره زندگی                              | آغاز حکومت     | پایان حکومت    | توضیحات            | خاندان                                             | تصویر |
| ------------------------------- | --------------------------------------- | -------------- | -------------- | ------------------ | -------------------------------------------------- | ----- |
| ویلم یکم (خاموش)ویلِم یکم اورانژ | ۲۴ آوریل ۱۵۳۳ – ۱۰ ژوئیه ۱۵۸۴ (۵۱ سال)  | ۲۶ ژوئیه ۱۵۸۱  | ۱۰ ژوئیه ۱۵۸۴  |                    | اورانژ-ناسو                                        |       |
| موریس                           | ۱۴ نوامبر ۱۵۶۷ – ۲۳ آوریل ۱۶۲۵ (۵۷ سال) | ۱۵۸۵           | ۲۳ آوریل ۱۶۲۵  | پسر ویلم یکم       | اورانژ-ناسو                                        |       |
| فردریک هنری                     | ۲۹ ژانویه ۱۵۸۴ – ۱۴ مارس ۱۶۴۷ (۶۳ سال)  | ۲۳ آوریل ۱۶۲۵  | ۱۴ مارس ۱۶۴۷   | پسر ویلم یکم       | اورانژ-ناسو                                        |       |
| ویلم دوم                        | ۲۷ مه ۱۶۲۶ – ۶ نوامبر ۱۶۵۰ (۲۴ سال)     | ۱۴ مارس ۱۶۴۷   | ۶ نوامبر ۱۶۵۰  | پسر فردریک دوم     | اورانژ-ناسو                                        |       |
| ویلم سوم                        | ۱۴ نوامبر ۱۶۵۰–۸ مارس ۱۷۰۲ (۵۱ سال)     | ۴ ژوئیه ۱۶۷۲   | ۸ مارس ۱۷۰۲    | پسر ویلم دوم       | اورانژ-ناسوهمچنین پادشاه انگلستاناسکاتلند و ایرلند |       |
| ویلم چهارم                      | ۱ سپتامبر ۱۷۱۱ – ۲۲ اکتبر ۱۷۵۱ (۴۰ سال) | ۱ سپتامبر ۱۷۱۱ | ۲۲ اکتبر ۱۷۵۱  | پسر جان ویلم فرسیو | اورانژ-ناسو                                        |       |
| ویلم پنجم                       | ۸ مارس ۱۷۴۸ – ۹ آوریل ۱۸۰۶ (۵۸ سال)     | ۲۲ اکتبر ۱۷۵۱  | ۱۹ ژانویه ۱۷۹۵ | پسر ویلم چهارم     | اورانژ-ناسو                                        |       |

در سال ۱۷۹۵ در جریان حملهٔ انقلابی‌های فرانسه به هلند جمهوری جدیدی به نام جمهوری باتاو به جای جمهوری هلند پدید آمد، که طرفداران ناپلئون مایل‌اند آن را پادشاهی هلند بخوانند
| نام               | دوره زندگی                              | آغاز حکومت     | پایان حکومت   | توضیحات               | خاندان | تصویر |
| ----------------- | --------------------------------------- | -------------- | ------------- | --------------------- | ------ | ----- |
| جان ششم           | ۲۲ نوامبر ۱۵۳۶ – ۸ اکتبر ۱۶۰۶ (۶۹ سال)  | ۱۵۷۸           | ۱۵۸۱          | برادر ویلیام یکم      | ناساو  |       |
| ویلیام لوئیس      | ۱۳ مارس ۱۵۶۰ – ۳۱ مه ۱۶۲۰ (۶۰ سال)      | ۱۵۸۴           | ۱۶۲۰          | پسر جان ششم           | ناساو  |       |
| ارنست کاسیمیر یکم | ۲۲ دسامبر ۱۵۷۳ – ۲ ژوئن ۱۶۳۲ (۵۸ سال)   | ۱۶۲۰           | ۱۶۳۲          | پسر جان ششم           | ناساو  |       |
| هنری کاسیمیر یکم  | ۲۱ ژانویه ۱۶۱۲ – ۱۳ ژوئیه ۱۶۴۰ (۲۸ سال) | ۱۶۳۲           | ۱۶۴۰          | پسر ارنست کاسیمیر یکم | ناساو  |       |
| ویلم فردریک       | ۷ اوت ۱۶۱۳ – ۳۱ اکتبر ۱۶۶۴ (۵۱ سال)     | ۱۶۴۰           | ۱۶۶۴          | پسر ارنست کاسیمیر یکم | ناساو  |       |
| هنری کاسیمیر دوم  | ۱۸ ژانویه ۱۶۵۷ – ۲۵ مارس ۱۶۹۶ (۳۹ سال)  | ۱۸ ژانویه ۱۶۶۴ | ۲۵ مارس ۱۶۹۶  | پسر ویلیام فردریک     | ناساو  |       |
| جان ویلم فریسو    | ۴ اوت ۱۶۸۷ – ۱۴ ژوئیه ۱۷۱۱ (۲۳ سال)     | ۲۵ مارس ۱۶۹۶   | ۱۴ ژوئیه ۱۷۱۱ | پسر هنری کاسیمیر دوم  | ناساو  |       |

## پادشاه هلند (۱۸۰۶–۱۸۱۰)
| نام      | دوره زندگی                    | آغاز حکومت   | پایان حکومت  | توضیحات      | خاندان  | تصویر |
| -------- | ----------------------------- | ------------ | ------------ | ------------ | ------- | ----- |
| لویی اول | ۲ سپتامبر ۱۷۷۸–۲۵ ژوئیه ۱۸۴۶  | ۵ ژوئن ۱۸۰۶  | ۱ ژوئیه ۱۸۱۰ |              | بناپارت |       |
| لویی دوم | ۱۱ اکتبر ۱۸۰۴–۱۷ مارس ۱۸۳۱ () | ۱ ژوئیه ۱۸۱۰ | ۹ ژوئیه ۱۸۱۰ | پسر لویی اول | بناپارت |       |

## پادشاه ندرلند (۱۸۱۳–۱۸۱۵)
هلند دوباره در سال ۱۸۱۳ (میلادی) از امپراتوری فرانسه استقلال یافت.
| نام         | دوره زندگی                          | آغاز حکومت    | پایان حکومت  | توضیحات         | خاندان      | تصویر |
| ----------- | ----------------------------------- | ------------- | ------------ | --------------- | ----------- | ----- |
| ویلم فردریخ | ۲۴ اوت ۱۷۷۲–۱۲ دسامبر ۱۸۴۳ (۷۱ سال) | ۶ دسامبر ۱۸۱۳ | ۱۶ مارس ۱۸۱۵ | پسر ویلیام پنجم | اورانژ-ناسو |       |

## پادشاه هلند (۱۸۱۵–تا کنون)
| نام           | دوره زندگی                            | آغاز حکومت     | پایان حکومت    | توضیحات        | خاندان      | تصویر |
| ------------- | ------------------------------------- | -------------- | -------------- | -------------- | ----------- | ----- |
| ویلم نخست     | ۲۴ اوت ۱۷۷۲–۱۲ دسامبر ۱۸۴۳ (۷۱ سال)   | ۱۶ مارس ۱۸۱۵   | ۷ اکتبر ۱۸۴۰   |                | اورانژ-ناسو |       |
| ویلم دوم      | ۶ دسامبر ۱۷۹۲–۱۷ مارس ۱۸۴۹ (۵۶ سال)   | ۷ اکتبر ۱۸۴۰   | ۱۷ مارس ۱۸۴۹   | پسر ویلم یکم   | اورانژ-ناسو |       |
| ویلم سوم      | ۱۹ فوریه ۱۸۱۷–۲۳ نوامبر ۱۸۹۰ (۷۳ سال) | ۱۷ مارس ۱۸۴۹   | ۲۳ ناومبر ۱۸۹۰ | پسر ویلم دوم   | اورانژ-ناسو |       |
| ویلهلمینا     | ۳۱ اوت ۱۸۸۰–۲۸ نوامبر ۱۹۶۲ (۸۲ سال)   | ۲۳ نوامبر ۱۸۹۰ | ۴ سپتامبر ۱۹۴۸ | دختر ویلم سوم  | اورانژ-ناسو |       |
| یویلیانا      | ۳۰ آوریل ۱۹۰۹–۲۰ مارس ۲۰۰۴ (۹۴ سال)   | ۴ سپتامبر ۱۹۴۸ | ۱۹۸۰           | دختر ویلهلمینا | اورانژ-ناسو |       |
| بئاتریکس      | ۳۱ ژانویهٔ ۱۹۳۸ ‏(۸۷ سال)               | ۳۰ آوریل ۱۹۸۰  | ۳۰ آوریل ۲۰۱۳  | دختر یویلیانا  | اورانژ-ناسو |       |
| ویلم-الکساندر | ۲۷ آوریل ۱۹۶۷ ‏(۵۷ سال)                | ۳۰ آوریل ۲۰۱۳  |                | پسر بئاتریکس   | اورانژ-ناسو |       |